# Daniel Schell
Pour les articles homonymes, voir Schell.
Daniel Schellekens, connu sous le nom de Daniel Schell, né à Ixelles le 5 avril 1944, est un ingénieur civil spécialisé en recherche opérationnelle. Il étudie la guitare et la flûte, puis l'harmonie.
Daniel Schell fonde le groupe Cos au début des années 1970 et collabore occasionnellement avec Dick Annegarn. Il est également compositeur d'opéras, s'inspirant notamment d'œuvres d'Amélie Nothomb, de Christian Dotremont et de Jean-Claude Servais.
Daniel Schell a fondé l'ensemble Karo où il joue du Chapman Stick, puis de la touch guitar, qu'il appelle tape-guitare ou tiptar, et se spécialise en musique indienne.

## Biographie
Daniel Schell, passionné de math et de musique, a une formation d'Ingénieur Civil (ULB) puis en Recherche Opérationnelle/ Mathématiques appliquées (London School of Economics). Il étudie la musique aux académies d'Ixelles, la guitare avec Olivier Morand et la flûte avec Octave Grillard. Il prend ensuite des cours d'harmonie et de solfège supérieur à Uccle, puis étudie avec André Vandernoot et Ronald Zolman. Enfin, il pratique la musique indienne avec Ashok Pathak, Dhruba Ghosh, Harsh Wardhan, Pandit Jasraj et de nombreux autres maîtres.

### Pop alternative
Daniel Schell fonde le Groupe Cos dans les années 1970, qui enregistre Postaeolian train robbery (1974), Viva Boma (1976), Babel (1978), Swiss Chalet (1979), influencé par le reggae, et Pasiones (1982), un opéra qui connut une centaine de représentations. Au cours de ces différentes publications, les solistes sont Pascale Son, Charles Loos, Pierre Van Dormael, Marc Hollander, N. Fiszman, P. Allaert, Ilona Chale et d'autres.
Il collabore également avec Dick Annegarn sur Egmont (1978), évocation musicale des Pays-Bas espagnols du XVIe.

### Ensemble Karo
Dans les années 1980, Daniel Schell fonde l’Ensemble Karo, avec P. Narcisse, D. Descheemaeker, Jan Kuijken, J.L.Plouvier, J.L.Manderlier... groupe électro-acoustique avec lequel il enregistre If Windows they have (1986) et The Secret of Bwlch (1990), avant d'écrire des variations sur des thèmes populaires d'Italie, enregistrées sur le disque Gira Girasole (1994). Cette formation est actuellement plus réduite, le Karo Trio invitant certains des musiciens (Ariane De Bièvre, Fabrice de Graef, Sandip Banerjee, Pierre Narcisse ou Carlo Strazzante) à pratiquer une musique semi-improvisée.

### Opéras
Daniel Schell a réalisé trois opéra à partir d'œuvres d'Amélie Nothomb: Hygiène de l'assassin (créé à Bruxelles en 1995, puis joué à l'Opéra royal de Wallonie en février 2000), Les Combustibles (Paris, 1997) et enfin Le Sabotage amoureux (Opéra royal de Wallonie, 2006).
Il a également composé Neige de Soleil (2016) sur des poèmes et logogrammes de Christian Dotremont, créé par le baryton Gregory Decerf et le Quatuor Tana pour le Théâtre Poème et Ars Musica.

### Compositions diverses
- Bavari Quatuor à cordes, co-écrit avec Pandit Jasraj, création janvier 2014, Quatuor Tana.
- 3 Brani' pour le Trio Harmonia, Quintette à vent
- L'art d'assis'', Sonate piano pour Alessandra Garossi, Quintette vocal
- Funtana, Sonate violon, Cecilia Affasciniata.
- Caro Trio Improvisatore pour Clarinette" (créé par Emmanuel Suys au 1997 Festival "Gestes et Musique" France Musique.)
- le Chant du San Serafino pour Soprano & Quintet sur texte de Pascale Tison (création 1998), Ensemble Kadeleis, Botanique)
- Caro Trio Improvisatore pour flute créé par Ariane de Bièvre.
- The travelling musician Quintette de cuivres pour "Brass in the five" Ensemble, dirigé par Gergely Vajda, Budapest, 2000.
- Optimal music pour divers ensembles (Ed. Simonffy, Budapest).
- L'art de la variation, Ensemble Karo, solistes Zoltan Lantos (viol), Isabella di Venosa (voc) Damiano Puliti (cello) Fête Européenne de la musique, 2001.
- Oratorio Ishango (créé 2002) pour le Chœur de Namur, le percussionniste Chris Joris, ses musiciens et percussionnistes africains, Direction Denis Menier, sur textes de Lokenath Bhattacharya (Bengale), Frederic Tittinga Pacere (Burkina Faso), Chirikure (Zimbabwe), Gcina Mhlope (Afrique du Sud). Reprise en 2016 avec Barbara Hendrickx.
- L'Aile Perdue trio pour tape-guitare, O.Verschueren (tg), E.Suys (cl), A.Charbonnel (cel).
- Melodies Se amando troppo (2000-2013) sur poèmes de Dacia Maraini, pour Chiara de Palo (sop)
- Bawari en collaboration avec Pandit Jasraj pour Tana String Quartet (2013)
- Les Belles Endormies pour tape-guitare et bansuri 2016.

### Musique Optimale et Théorie Math-Musique
Ses intérêts personnels l'amènent à combiner les mathématiques et l'harmonie sous forme de "carreaux", une sorte de pavage optimal des accords. Ce procédé, qui intervient par exemple dans la création d'harmonie, ou encore dans la transformation de mélodies traditionnelles (Italie, Inde, chant grégorien), a dominé ses travaux récents. Il fait des séjours dans diverses institutions dont l'Ircam. En 2002, EURO, la Société Européenne de Recherche Opérationnelle, lui a commandé une série d'œuvres destinées à illustrer l'optimalité en musique. Ces œuvres, avec entre autres le quintette à vent The travelling Musician et les Optimal studies, ont été créées à Budapest.

### Théâtre musical
L'enfoui fuit, sextette pour tiptare, clarinette, cello, cor, synthétiseur, percussion. Avec saynètes musicales. Direction: Ken Ichi Nagakawa.
L'Arbre Roi sur texte et images de Jean-Claude Servais. Certaines pièces ont été créées pour la Ville de Rambouillet, avec l'Ensemble du Conservatoire de Mons, direction Jean-Philippe Collard-Neven.
Digue (2007) sur poème de Christian Dotremont, avec Vidéo projection, Mathilde Sevrin (sop), Ensemble Conservatoire Mons.

### Cinéma
Het Gezin Van Paemel de Paul Cammermans-Hugo Claus- prod. Jan Van Raemdonck , Papegaai de Hans Hilkema, "le monde de Ludovic" de Jean-Pierre De Decker. Ionesco de Thierry Zéno, Lions de Justin Cartwright (BBC).

### Silent Movies
Daniel accompagne les films muets, principalement surréalistes, d'Henri Storck, Henri d’Ursel, Ernst Moerman, Charles Dekeukeleire. Ces performances ont été menées dans différents musées comme Bozar, Musée d'Orsay, Beaubourg…

### Arrangements
Toujours pour les films il produit et arrange de nombreux enregistrements d'opéras (Bellini, Verdi, Rossini, Mozart) et de symphonies (Mendelsohn, Delibes...). En 2007, il écrit l'Arrangement du Concerto de Paganini pour l'Harmonie Royale des Guides, soliste Lorenzo Gatto.

### Danse
Avi Kaiser Le départ de Marseille (1992), commande du Stadttheater Remscheid.

### Tape-guitare
L’instrument joué par Daniel Schell est une tape guitare, ou tiptare. Cet instrument qui vient de la guitare dont les cordes sont frappées du bout des doigts a été développé depuis les années 1950 aux États-Unis. Il fut ensuite développé en Californie dans les années 1970 par Emmett Chapman, que Schell rencontre et avec lequel il fait ses premiers pas. C’est un instrument amplifié électroniquement, où les deux mains peuvent agir indépendamment. Daniel Schell a écrit la méthode Mon Espace, Mon Temps et le recueil d'études Le Sentier pour cet instrument.
Daniel Schell a créé le «Séminaire Européen de Tape Guitare E-Tape», lieu d'enseignement et de création pour les étudiants venus de toute l’Europe. Les noms les plus importants sont venus le rejoindre: Wolfgang Daiss qui interprète à présent ses compositions importantes. Ainsi que F. Jolliffe, K.Wagner, Jim Lampi, M. Reuter, T. Rockwell, Jim Wright, R. Strom, Kay Kurosawa et d'autres. Après avoir adopté à la tiptare des méthodes venant d’instruments classiques- piano, guitare, violoncelle- Daniel a progressivement réalisé que beaucoup pouvait être appris grâce à l'étude approfondie de la musique classique de l’Inde.

### L'Académie Sangit de Musique Indienne
Avec Pierre Narcisse et Swami Dyanabjanada, il fonde l'Académie Sangit de musique classique de l'Inde en 1992. Il y étudie entre autres les schémas d'indépendance de mains au tablas Il approfondit diverses techniques avec Ashôk Pâthak pour le sitâr, Dhruba Ghosh pour le solfège et l'ornementation. Fort de cette expérience, Daniel écrit "Pratique de la Musique Indienne’. De nombreux maîtres (Incluant Pandit Jasraj, Rita Ganguli, Subroto Roy Chowdury, Ronu Majumdar, Kala Ramnath, Harsh Wardan, Purbayan Chatterjee) visitent l'Académie régulièrement. Daniel a accompagné Ashok Pathak, Rita Ganguli, Shaila Piplapure, Sangeeta Bandyopadhyay et Gauri Guha en concert. Enfin il joue régulièrement en compagnie de Sandip Banerjee, avec lequel il a rédigé une méthode "Le tabla". Avec Harsh Wardhan ‘Le Bansuri’. ‘The Jasraj Songbook’ avec Pandit Jasraj, ‘The violin’ avec Indrayudh Bose, et d’autres. Il a été invité en tournée en Inde plusieurs fois par l’Indian Council of Cultural Relationship.

## Œuvre

### Musiques pour le théâtre
- L'Enfoui fuit, sextette pour tiptare, clarinette, cello, cor, synthétiseur, percussion

### Musique de film
- La Famille Van Paemel (Het Gezin Van Paemel), Paul Cammermans
- Papegaai, Hans Hylkema
- Le Monde de Ludovic, Jean-Pierre De Decker
- Eugène Ionesco, voix et silences, Thierry Zéno
- Lions, Justin Cartwright

### Musique de danse
- 1992 Le Départ de Marseille, Avi Kaiser

## Tape-guitare
Daniel Schell est connu pour avoir été l’un des premiers à promouvoir le stick et ensuite la tape-guitare en Europe. Il s’est beaucoup investi dans la pédagogie de l’instrument avec des méthodes comme « mon espace, mon temps » ou le « sentier ». Il s’est également intéressé à l’intégration de la tape-guitare dans la musique traditionnelle.

### Méthode
« Mon espace, mon temps » aborde un grand nombre de sujets et de techniques. Le nom « mon espace, mon temps » réfère au concept de base de la méthode dont le but est de faire découvrir aux musiciens la touche de la tape-guitare. Daniel Schell a pour objectif de faire lire la notation traditionnelle à ses élèves. La connaissance du manche est un premier pas vers la lecture à vue. Pour ce faire, il utilise le concept des points do. Celui-ci peut s’appliquer à n’importe quel accordage. Un autre concept basé sur les Points Do est développé dans la méthode. Il s’agit d'un signe invariant. La particularité de ce diagramme est qu’il peut être lu dans les deux sens et pour différents accordages. Si l'on a un accordage en quarte, en partant de Do on obtient Do, Fa, Sol, do. Les intervalles obtenus sont les suivants quarte, quinte, octave. On peut également voir ce diagramme comme suit quarte – seconde – quarte.

### Séminaire européen de tape-guitare
Au début des années 1980 Emmett Chapman l’inventeur du Stick vient en Belgique et fait la première partie de Weather Report à l’auditoire Janson (ULB). À cette occasion il rencontre Bart Carette qui alors guitaristes. Bart décide d’apprendre ce nouvel instruments avec Emmett. Après quelques mois, Bart Carette se désintéresse du Stick et le revend à Daniel Schell.
En 1980, Daniel Schell part en Californie où il rencontre Emmett. Par la suite, il organise le premier Stick Seminar en Europe. C’est d’abord une journée à Hildesheim (Hannover) suivi d’une journée à l’Aéronef de Lille. L’année suivante Daniel organise le premier véritable Stick Seminar qui dure cette fois-ci une semaine à Rossignol dans le cadre de l’académie d’été de Wallonie (www.akdt.be). Il y invite Jim Lampi comme instructeur principal. Les années suivantes seront à Karlsbourg, Neufchâteau et enfin Libramont. Les professeurs invités seront Frank Jolliffe et bien d’autres. À partir de la troisième édition, Emmett Chapman demande à Daniel Schell de modifier l’intitulé du séminaire « European Stick Seminar » et Daniel réfléchit alors à un nom commun pour tous les instruments à cordes frappées. Le nom change pour « European Tap-guitar seminar ».Il invente alors les noms de Tape-guitare et Tap-guitar. L’avantage de ces noms est qu’ils sont équisonants et qu’ils définissent de manière objective les instruments utilisant la technique de la tape. Il donne aussi le nom de tip-tar (tip = bout des doigts, et tar = racine sanscrite pour corde). Le mot Touch-guitar aurait pu être assimilé en français mais ce nom n’est pas vraiment adéquat. Les mots Tape-guitare et tape sont maintenant bien établis et assimilé en français (séminaire européen de tape-guitare, enseignement de la tape, Association française du stick et de la tape-guitare).

## Discographie
Voir également Cos (groupe)

## Liste des opéras
- Les Combustibles
- Hygiène de l'assassin
- Le Sabotage Amoureux
- L'Arbre Roi (d'après les dessins de Jean-Claude Servais)
- Neige de Soleil, d'après Christian Dotremont

## Karo
- 1988 If Windows They Have
- 1990 The Secret of Bwlch
- 1993 Gira Girasole
- K3 Fool's gold - L'Or du Fou
- Baies sources
- L'enfoui fuit
- K3 Delhi